# 钱利民
钱利民（1955年—），蒙古族，中华人民共和国政治人物、第十一届全国政协委员。
加入中国共产党，担任八一体育工作大队大队长。2008年，当选第十一届全国政协委员，代表体育界，分入第四十三组。并担任民族和宗教委员会专委。